# Calomacraspis splendens
Calomacraspis splendens är en skalbaggsart som beskrevs av Bates 1888. Calomacraspis splendens ingår i släktet Calomacraspis och familjen Rutelidae. Inga underarter finns listade.